# Partido Liberal Vannin
El Partido Liberal Vannin (manés: Partee Libraalagh Vannin) es un partido político de la Isla de Man.

## Resultados electorales
| Elección | Votos  | Porcentaje | Escaños | Estatus   |
| -------- | ------ | ---------- | ------- | --------- |
| 2006     | 7,323  | 14.2%      | 2 Nuevo | Oposición |
| 2011     | 11,679 | 20.9%      | 3       | Oposición |
| 2016     | 3,597  | 6.4%       | 3       | Oposición |
| 2021     | 3,138  | 5.3%       | 1       | Oposición |